# Sven Hedberg
Sven Bertil Johan Hedberg, född 22 november 1913 i Adolf Fredriks församling i Stockholm, död 14 november 1971 i Oscars församling i Stockholm, var en svensk trombonist.
Hedberg har medverkat i några filmroller som musiker. Han är begravd på Norra begravningsplatsen utanför Stockholm.

## Filmografi
- 1941 – Hem från Babylon  - trombonist
- 1941 – Söderpojkar - trombonist i Bertils orkester på Auditorium
- 1942 – Det är min musik - trombonist i Macces orkester
- 1947 – Sången om Stockholm - trombonist

### Fotnoter
1. ↑  ”Hedberg, Sven – trombonist” (på svenska). Orkesterjournalen. 27 juni 2013. https://orkesterjournalen.com/wordpress/?p=5964. Läst 5 juli 2019.